# Luigia Abbadia

Luigia Abbadia (1850)

Luigia Abbadia (* 1821 in Genua; † 25. Januar 1896 in Mailand) war eine italienische Opernsängerin (Sopran).

## Leben
Luigia Abbadia war die Tochter des italienischen Komponisten und Gesangslehrers Natale Abbadia (1792–1861), der in erster Linie für ihren musikalischen Unterricht sorgte. Weitere Ausbildung erhielt sie beim Violinisten Bianchi. Sie hatte eine schöne, pastose Mezzosopranstimme mit so großem Umfang, dass sie auch normalerweise für Sopranistinnen bestimmte Partien singen konnte.
Ihr Gesangsdebüt gab Abbadia bereits als 15-Jährige 1836 als Arsace in Semiramide von Gioachino Rossini und in I Normanni a Parigi von Saverio Mercadante am Theater von Sassari auf Sardinien. Zwei Jahre später trat sie zu Mantua als Agnese de Maino in Beatrice di Tenda von Vincenzo Bellini auf. Im Sommer 1839 sang sie am Theater in Brescia, im Herbst 1839 am Teatro comunale von Bologna und in den nächsten Jahren an den Opernhäusern mehrerer italienischer Städte.
Am 11. Februar 1840 spielte Abbadia am Teatro Regio in Turin die Rowena in der Uraufführung von Il templario von Otto Nicolai und trat im Herbst 1840 in derselben Oper zum ersten Mal an der Mailänder Scala auf. Dort genoss sie in den folgenden Jahren große Popularität beim Publikum und sang etwa am 5. September 1840 die Giulietta di Kelbar bei der in einem Fiasko endenden Uraufführung von Un giorno di regno von Giuseppe Verdi. Außerdem stand sie auf der Bühne der Mailänder Scala am 3. Oktober 1840 als Marie in einer neubearbeiteten Version von La fille du régiment von Gaetano Donizetti, am 16. November 1841 als Delizia bei der Weltpremiere von Corrado d’Altamura von Federico Ricci und am 26. Dezember 1841 während der Uraufführung von Donizettis Maria Padilla, bei der sie die vom Komponisten speziell für ihre Stimme geschriebene Partie der Inez Padilla sang. Weitere Rollen Abbadias an der Scala umfassten die Elvira in Verdis Ernani, die Emilia in La vestale von Saverio Mercadante, die Leonore in Torquato Tasso von Donizetti sowie die Titelfiguren der Opern Saffo von Giovanni Pacini und Alina, regina di Golconda von Donizetti.
Als Abbadia im Herbst 1840 in Mailand als Cuniza in der Oper Oberto conte di San Bonifacio auftrat, verfasste deren Komponist Giuseppe Verdi eine eigene Cavatine für die Sängerin. 1840 war sie auch Mitglied des Ensembles der italienischen Oper am Kärntnertortheater in Wien und sang u. a. die Rolle der Corilla Scortichini in der zweiaktigen Oper Le convenienze ed inconvenienze teatrali von Donizetti. Ebenso gastierte sie 1841 und 1843 am Kärntnertortheater. Als weitere Glanzlichter ihrer Laufbahn als Opernsängerin sind zu nennen ihre Darstellungen der Alisa in Donizettis Lucia di Lammermoor und der Angelina in Rossinis La Cenerentola.
An der Scala gab Abbadia noch einmal 1846 eine Vorstellung in der Rolle der Rosmunda in Alboino von Francesco Sangalli. Nicht besonders erfolgreich war 1848 ihr Auftritt an Her Majesty’s Theatre in London. 1853 sang sie u. a. die Partie der Elvira in Verdis Ernani am Teatro Ravviati in Pisa. Als Achille Lorini mit seiner Operngesellschaft 1860–1861 in Deutschland gastierte, gehörte Abbadia zu deren Mitgliedern und absolvierte dabei Auftritte in mehreren Städten, so in Berlin und Hamburg.
Nachdem Abbadia 1870 ihre musikalische Bühnenkarriere beendet hatte, gründete sie in Mailand eine Gesangsschule. Es gelang ihr, etliche ihrer Schüler zu erfolgreichen Opernsängern auszubilden, so die Schwestern Sofia und Giulia Ravogli, die Altistin Giuseppina Pasqua und den Tenor Giovanni Battista de Negri.